# Pietro II Cardona
Pietro Cardona Ventimiglia, conte di Collesano (1467 ca. – Milano, 29 aprile 1522), è stato un nobile, politico e militare italiano.

## Biografia
Nacque probabilmente nel 1467, da Artale, VIII conte di Collesano, e da Maria Ventimiglia Chiaromonte dei marchesi di Geraci, e fu investito ancora minorenne dei titoli e dei feudi paterni il 22 novembre 1477. Nel 1515 sposò la nobildonna Susanna Gonzaga (1485-1556), figlia di Gianfrancesco, conte di Sabbioneta e Rodigo, da cui ebbe tre figli: Artale, Diana e Giulia Antonia.
Nel 1481, ebbe un duello con lo zio Enrico Ventimiglia, marchese di Geraci, avvenuto nella zona delle Petralie. Il motivo della sfida fu la mancata restituzione del castello e della terra di Roccella al Cardona da parte del Marchese di Geraci, che gli doveva come dote alla sorella Maria Ventimiglia, madre del Conte di Collesano.
Poiché dal 1474 le leggi del Regno di Sicilia proibivano i duelli, entrambi furono processati e condannati nel 1485 dal viceré Gaspare de Spes: il Cardona, imprigionato assieme al figlio naturale Giovanni, fu condannato alla deportazione a Malta, al sequestro dei suoi beni allodiali e feudali, e alla revoca del titolo comitale. L'anno seguente, quasi certamente grazie all'intercessione dei suoi parenti i Conti di Prades, molto inseriti nella corte del re Ferdinando II d'Aragona, la pena gli venne commutata in una composizione di 6.000 fiorini, e perciò, ottenne la scarcerazione e la restituzione di tutti i suoi beni e rendite. Diversa fu la sorte del Ventimiglia che avendo ottenuto una condanna più dura e considerato fellone, fu costretto a fuggire dalla Sicilia.
La commutazione della condanna in composizione fu comunque dannosa dal punto di vista finanziario per il Cardona, che per questo fu costretto a vendere alcuni feudi e la secrezia di Patti.  Si indebitò con le banche per finanziare la partecipazione sua e dei suoi fratelli Antonio e Giovanni alla guerra in Andalusia del 1492 conclusasi con la conquista di Granada. Partecipò come tenente generale alla conquista del Regno di Napoli e alla guerra contro le truppe del re Carlo VIII di Francia, sotto il comando di Gonzalo Fernández de Córdoba, che nel 1495 sbarcò in Calabria.
Nel 1496 fu nominato Strategoto di Messina, e l'anno successivo conestabile del Regno di Sicilia.
Ammiraglio del Regno di Sicilia nel 1514, carica che era stata ricoperta dal fratello Antonio, prese parte ai moti scoppiati in Sicilia nel 1516 contro il viceré Hugo de Moncada, in cui si schierò a favore della fazione ribelle. Il Moncada lasciò l'isola e presidenti del Regno furono eletti il cugino Simone Ventimiglia, marchese di Geraci e Ponzio Santapau, marchese di Licodia, mentre il Cardona fu nominato capitano d'armi di Catania e poi di Siracusa. In seguito fu convocato a Palermo dall'inviato del nuovo re Carlo V d'Asburgo, il quale solo formalmente confermò i poteri del viceré Moncada, accompagnato da Federico Abbatelli, conte di Cammarata, obbedì all'ingiunzione di recarsi presso il sovrano a Bruxelles, mentre i due marchesi furono mandati in esilio a Napoli. Nel gennaio 1517 difese il suo operato, in contraddittorio con il Moncada. La voce, diffusa ad arte, della sua esecuzione capitale alimentò, nel luglio dello stesso anno, la nuova rivolta di Palermo guidata da Giovan Luca Squarcialupo.
Dopo essere rimasto due anni a corte, praticamente prigioniero, il Conte di Collesano poté usufruire dell'indulto richiesto il 14 dicembre 1518 dal Parlamento siciliano per i baroni confinati ed assenti. Prese quindi parte con le truppe spagnole, sotto il comando di Prospero Colonna, alla guerra contro il re Francesco I di Francia e fu ucciso presso Milano il 29 aprile 1522 nella battaglia della Bicocca, nella quale si distinse per il suo valore militare, come fu raccontato e dichiarato ufficialmente dall'Imperatore Carlo V nel momento in cui assicurò al figlio Antonio la successione nei feudi e nelle cariche.
Il figlio Artale Cardona Gonzaga († 1535), tenne possesso dei feudi e delle cariche paterne per poco tempo, ed essendo morto celibe e senza eredi, gli succedette a sua volta la sorella minore Giulia Antonia († 1545), la quale sposata ad Antonio d'Aragona Folch de Cardona, II duca di Montalto, portò la Contea di Collesano e gli altri feudi dei Cardona in dote agli Aragona, di origine reale.